# آب پیش
آب پیش، روستایی در دهستان تخت بخش تخت شهرستان بندرعباس در استان هرمزگان ایران است.

## جمعیت
بر پایه سرشماری عمومی نفوس و مسکن در سال ۱۳۹۵، جمعیت این روستا برابر با ۱۷۴ نفر (۴۴ خانوار) بوده‌است.